# Escut i bandera de Salines
L'escut i la bandera de Salines són els símbols representatius oficials de Salines, municipi del País Valencià, a la comarca de l'Alt Vinalopó.

## Escut heràldic
L'escut té el següent blasonament:
| « | Escut quadrilong de punta redona. D'atzur, sobre ones d'atzur i argent, una muntanya al natural carregada amb una torre d'or, maçonada i aclarida de gules, somada d'una flor de lis d'or i acostada a destra d'una tau d'or i a sinistra d'una rosa, també d'or. Al timbre, corona reial oberta. | » |

## Bandera
La bandera té la següent descripció:
| « | Bandera de proporcions 2:3. De blau, sobre ones de blanc o gris perla i blau una muntanya del natural carregada d'una torre d'or o groc maçonada i aclarida de roig, sumada d'una flor de lis d'or o groc i acostada a l'asta d'una tau d'or i al batent d'una rosa també d'or o groc. | » |

## Història
L'escut fou aprovat per Resolució de 10 de febrer de 2006 publicada al DOGV núm. 5.207, de 27 de febrer de 2006.
S'hi representa l'antiga torre andalusí del segle xi i l'emplaçament geogràfic del poble, vora la llacuna i la serra de Salines. A banda i banda de la muntanya, els atributs de sant Antoni Abat, titular de l'església parroquial (la creu de tau), i de la Mare de Déu del Roser, patrona de la localitat. La flor de lis recorda la baronia i el comtat d'Elda, jurisdicció sota la qual es trobava històricament el poble.
La bandera fou aprovada per Resolució de 31 de gener de 2019, publicada el 22 de febrer al DOGV núm. 8492.